# Campionatul Mondial de Atletism în sală din 2010
A 13-a ediție a Campionatului Mondial de Atletism în sală s-a desfășurat între 12 și 14 martie 2010 la Doha, Qatar. Au participat 583 de sportivi din 142 de țări.

## Sală
Probele au avut loc la Aspire Dome din Doha. Acesta a fost inaugurat în anul 2005

## Rezultate
RM - record mondial; RC - record al competiției; AM - record nord-american; AS - record asiatic; RE - record european; OC - record oceanic; SA - record sud-american; RA - record african; RN - record național; PB - cea mai bună performanță a carierei

### Masculin
| Event                | Aur | Aur      | Argint                                                                                            | Argint     | Bronz                                                                                                   | Bronz   |
| 60 m                 | Dwain Chambers (GBR)                                                                                                 | 6,48     | Mike Rodgers (USA)                                                                                | 6,53       | Daniel Bailey (ATG)                                                                                     | 6,57    |
| 400 m                | Chris Brown (BAH) | 45,96    | William Collazo (CUB)                                                                             | 46,31 PB   | Jamaal Torrance (USA)                                                                                   | 46,43   |
| 800 m                | Abubaker Kaki (SUD)                                                                                                  | 1:46,23  | Boaz Kiplagat Lalang (KEN)                                                                        | 1:46,39    | Adam Kszczot (POL)                                                                                      | 1:46,69 |
| 1500 m               | Deresse Mekonnen (ETH)                                                                                               | 3:41,86  | Abdalaati Iguider (MAR)                                                                           | 3:41,96    | Haron Keitany (KEN)                                                                                     | 3:42,32 |
| 3000 m               | Bernard Lagat (USA)                                                                                                  | 7:37,97  | Sergio Sánchez (ESP)                                                                              | 7:39,55    | Sammy Alex Mutahi (KEN)                                                                                 | 7:39,90 |
| 60 m garduri         | Dayron Robles (CUB)                                                                                                  | 7,34 RC  | Terrence Trammell (USA)                                                                           | 7,36 RN    | David Oliver (USA)                                                                                      | 7,44 PB |
| Ștafetă 4×400 m      | Statele Unite · Jamaal Torrance · Greg Nixon · Tavaris Tate · Bershawn Jackson · LeJerald Betters* · Kerron Clement* | 3:03,40  | Belgia · Cedric van Branteghem · Kévin Borlée · Antoine Gillet · Jonathan Borlée · Nils Duerinck* | 3:06,94 RN | Marea Britanie · Conrad Williams · Nigel Levine · Christopher Clarke · Richard Buck · Luke Lennon-Ford* | 3:07,52 |
| Săritura în înălțime | Ivan Uhov (RUS) | 2,36     | Iaroslav Râbakov (RUS)                                                                            | 2,31       | Dusty Jonas (USA)                                                                                       | 2,31    |
| Săritura cu prăjina  | Steven Hooker (AUS)                                                                                                  | 6,01 RC  | Malte Mohr (GER)                                                                                  | 5,70       | Alexander Straub (GER)                                                                                  | 5,65    |
| Săritura în lungime  | Fabrice Lapierre (AUS)                                                                                               | 8,17     | Godfrey Khotso Mokoena (RSA)                                                                      | 8,08       | Mitchell Watt (AUS)                                                                                     | 8,05    |
| Triplusalt           | Teddy Tamgho (FRA)                                                                                                   | 17,90 RM | Yoandris Betanzos (CUB)                                                                           | 17,69 PB   | Arnie David Girat (CUB)                                                                                 | 17,36   |
| Aruncarea greutății  | Christian Cantwell (USA)                                                                                             | 21,83    | Ralf Bartels (GER)                                                                                | 21,44 PB   | Dylan Armstrong (CAN)                                                                                   | 21,39   |
| Heptatlon            | Bryan Clay (USA) | 6204     | Trey Hardee (USA)                                                                                 | 6184       | Aleksei Drozdov (RUS)                                                                                   | 6141    |

* Atletul a participat doar la calificări, dar a primit o medalie.

### Feminin
| Event                | Aur                                                                               | Aur      | Argint                                                                  | Argint     | Bronz                                                                           | Bronz        |
| 60 m                 | Veronica Campbell-Brown (JAM)                                                     | 7,00 PB  | Carmelita Jeter (USA)                                                   | 7,05       | Ruddy Zang Milama (GAB) · Sheri-Ann Brooks (JAM)                                | 7,14 7,14 PB |
| 400 m                | Debbie Dunn (USA)                                                                 | 51,04    | Vania Stambolova (BUL)                                                  | 51,50      | Amantle Montsho (BOT)                                                           | 52,53        |
| 800 m                | Maria Savinova (RUS)                                                              | 1:58,26  | Jenny Meadows (GBR)                                                     | 1:58,43 RN | Alysia Johnson (USA)                                                            | 1:59,60 PB   |
| 1500 m               | Kalkidan Gezahegne (ETH)                                                          | 4:08,14  | Natalia Rodríguez (ESP)                                                 | 4:08,30    | Gelete Burka (ETH)                                                              | 4:08,39      |
| 3000 m               | Meseret Defar (ETH)                                                               | 8:51,17  | Vivian Cheruiyot (KEN)                                                  | 8:51,85    | Sentayehu Ejigu (ETH)                                                           | 8:52,08      |
| 60 m garduri         | LoLo Jones (USA)                                                                  | 7,72 RC  | Perdita Felicien (CAN)                                                  | 7,86       | Priscilla Lopes-Schliep (CAN)                                                   | 7,87         |
| Ștafetă 4×400 m      | Statele Unite · Debbie Dunn · DeeDee Trotter · Natasha Hastings · Allyson Felix · | 3:27,34  | Cehia Denisa Rosolová Jitka Bartoničková Zuzana Bergrová Zuzana Hejnová | 3:30,05    | Marea Britanie · Kim Wall · Vicki Barr · Perri Shakes-Drayton · Lee McConnell · | 3:30,29      |
| Săritura în înălțime | Blanka Vlašić (CRO)                                                               | 2,00     | Ruth Beitia (ESP)                                                       | 1,98       | Chaunte Howard Lowe (USA)                                                       | 1,98         |
| Săritura cu prăjina  | Fabiana Murer (BRA)                                                               | 4,80     | Svetlana Feofanova (RUS)                                                | 4,80       | Anna Rogowska (POL)                                                             | 4,70         |
| Săritura în lungime  | Brittney Reese (USA)                                                              | 6,70     | Naide Gomes (POR)                                                       | 6,67       | Keila Costa (BRA)                                                               | 6,63         |
| Triplusalt           | Olga Rîpakova (KAZ)                                                               | 15,14    | Yargelis Savigne (CUB)                                                  | 14,86      | Anna Peatâh (RUS)                                                               | 14,64        |
| Aruncarea greutății  | Valerie Vili (NZL)                                                                | 20,49 OC | Anna Avdeeva (RUS)                                                      | 19,47      | Nadine Kleinert (GER)                                                           | 19,34        |
| Pentatlon            | Jessica Ennis (GBR)                                                               | 4937 RC  | Natalia Dobrinska (UKR)                                                 | 4851       | Hyleas Fountain (USA)                                                           | 4753         |

* Atleta a participat doar la calificări, dar a primit o medalie.

## Clasament pe medalii

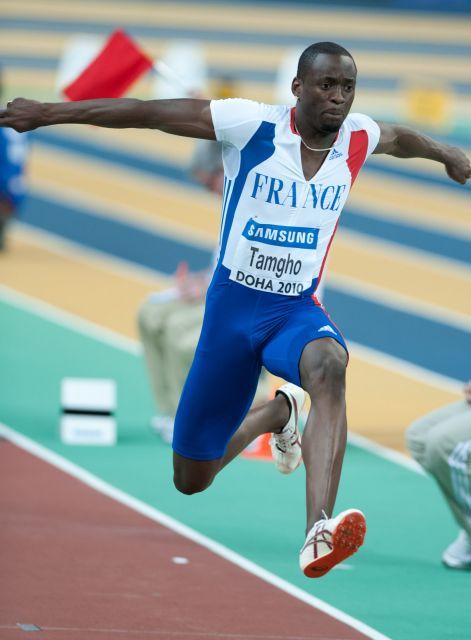
Francezul Teddy Tamgho a stabilit un nou record mondial la triplusalt.

| Loc   | Țară                       | Aur | Argint | Bronz | Total |
| ----- | -------------------------- | --- | ------ | ----- | ----- |
| 1     | Statele Unite ale Americii | 8   | 4      | 6     | 18    |
| 2     | Etiopia                    | 3   | –      | 2     | 5     |
| 3     | Rusia                      | 2   | 3      | 2     | 7     |
| 4     | Regatul Unit               | 2   | 1      | 2     | 5     |
| 5     | Australia                  | 2   | –      | 1     | 3     |
| 6     | Cuba                       | 1   | 3      | 1     | 5     |
| 7     | Brazilia                   | 1   | –      | 1     | 2     |
| 7     | Jamaica                    | 1   | –      | 1     | 2     |
| 9     | Bahamas                    | 1   | –      | –     | 1     |
| 9     | Croația                    | 1   | –      | –     | 1     |
| 9     | Franța                     | 1   | –      | –     | 1     |
| 9     | Kazahstan                  | 1   | –      | –     | 1     |
| 9     | Noua Zeelandă              | 1   | –      | –     | 1     |
| 9     | Sudan                      | 1   | –      | –     | 1     |
| 15    | Spania                     | –   | 3      | –     | 3     |
| 16    | Kenya                      | –   | 2      | 2     | 4     |
| 16    | Germania                   | –   | 2      | 2     | 4     |
| 18    | Canada                     | –   | 1      | 2     | 3     |
| 19    | Belgia                     | –   | 1      | –     | 1     |
| 19    | Bulgaria                   | –   | 1      | –     | 1     |
| 19    | Cehia                      | –   | 1      | –     | 1     |
| 19    | Maroc                      | –   | 1      | –     | 1     |
| 19    | Portugalia                 | –   | 1      | –     | 1     |
| 19    | Africa de Sud              | –   | 1      | –     | 1     |
| 19    | Ucraina                    | –   | 1      | –     | 1     |
| 26    | Polonia                    | –   | –      | 2     | 2     |
| 27    | Antigua și Barbuda         | –   | –      | 1     | 1     |
| 27    | Botswana                   | –   | –      | 1     | 1     |
| 27    | Gabon                      | –   | –      | 1     | 1     |
| Total | Total                      | 26  | 26     | 27    | 79    |

## Participarea României la campionat
Trei atlete au reprezentat România.
- Ancuța Bobocel – 3000 m - locul 12
- Adelina Gavrilă – triplusalt - locul 14
- Anca Heltne – greutate - DS

## Participarea Republicii Moldova la campionat
Un atlet a reprezentat Republica Moldova.
- Ion Luchianov – 3000 m - locul 17